# Esma Sultan (dcera Abdulazize)
Esma Sultan (21. března 1873 – 7. května 1899) byla osmanská princezna-sultánka. Byla dcerou sultána Abdülazize a jeho ženy Gevheri Kadınefendi (ta byla dcerou prince Saliha Beye Svatnby a jeho ženy, princezny Şaziye Tsamby). Byla nevlastní sestrou sultána Abdülmecida II., posledního chálífy muslimského světa.

## Biografie
Sultánka Esma se narodila 21. března 1873 v paláci Dolmabahçe v Istanbulu sultánu Abdülazizovi a jeho páté ženě Gevheri Kadınefendi, jako jejich druhé společné dítě. Měla staršího bratra, Şehzade Mehmed Seyfeddin Efendi (1872–1899).
Po sesazení jejího otce Abdülazize z trůnu dne 30. května 1876 a po jeho smrti, která následovala po pár dnech, byla Esma vzata do harému sultána Abdülhamida II., když jí byly teprve tři roky.
Dne 20. dubna 1889, když jí bylo 16 let, byla provdána za Damata Çerkese Mehmeda Paşu v paláci Yıldız. Její manžel byl generálem v Osmanské armádě sultána Abdülhamida II.
Sultánka Esma zemřela 7. května 1899 a byla pohřbena v mauzoleu sultána Murada V. v Yeni Cami v Eminönü v Konstantinopoli.

### Děti
S Mehmedem měla 4 syny a 1 dceru:
1. Sultanzade Hasan Bedreddin Bey Efendi (1890 – 29. ledna 1909)
2. Sultanzade Hüseyin Hayreddin Bey Efendi (1890–1956)
3. Fatma Sıdıka Hanım Sultan (1894–1894)
4. Sultanzade Saadeddin Mehmed Bey Efendi, (14. června 1895 –  1976)
5. Sultanzade Abdullah Bey Efendi (1899–1899)